# Swiss Open Gstaad 1986
Lo Swiss Open Gstaad 1986 è stato un torneo di tennis giocato sulla terra rossa. È la 72ª edizione dell'Swiss Open, che fa parte del Nabisco Grand Prix 1986. Si è giocato al Roy Emerson Arena di Gstaad in Svizzera, dal 7 al 13 luglio 1986.

## Campioni

### Singolare
Stefan Edberg ha battuto in finale  Roland Stadler con il punteggio di 7–5, 4–6, 6–1, 4–6, 6–2

### Doppio
Sergio Casal /  Emilio Sánchez hanno battuto in finale  Stefan Edberg /  Joakim Nyström con il punteggio di 6–3, 3–6, 6–3